# Garray
Garray – gmina w Hiszpanii, w prowincji Soria, w Kastylii i León, o powierzchni 76,24 km². W 2011 roku gmina liczyła 629 mieszkańców.